# 陰陽路4與鬼同行
《陰陽路4與鬼同行》是一部1998年菲律宾与香港合拍的恐怖鬼片，《陰陽路系列》第四部電影，由邱禮濤執導，古天樂、孫佳君、雷宇揚、張達明、陳妙瑛和黎耀祥主演。

## 劇情簡介
新婚夫妻阿榮（古天樂飾）與Apple（孫佳君飾）相約前往菲律賓恩愛度蜜月，李安納度、狄卡比奧、萊温斯基三個好友與Alan也要前往菲律賓，他們都坐同一班飛機由港赴菲律賓，其中李安納度、萊温斯基、狄卡比奧等三人是無膽鬼，企圖在異鄉買春，結果卻真的碰到鬼；Alan則是快遞公司職員，奉派將骨灰送回少女的家，卻碰到了一段浪漫的人鬼戀；阿榮與Appole這一對赴菲渡假的小夫妻，卻因為對配偶的愛產生懷疑而產生悲劇。
故事圍繞到菲律賓旅遊人士身邊的故事，分成三個段落。
 第一個段落: 
第二個段落: 
 最後個段落

## 角色介紹
旅行團團友

| 演員   | 角色       | 角色介紹 |
| ------ | ---------- | -------- |
| 關寶慧 | 旅行團領隊 |          |
| 雷宇揚 | 李安納度   |          |
| 張達明 | 狄卡比奧   |          |
| 黎耀祥 | 萊溫斯基   |          |
| 陳妙瑛 | U 2        |          |
| 蔡慧敏 | K 2        |          |

快遞公司

| 演員   | 角色 | 角色介紹        |
| ------ | ---- | --------------- |
| 洪天明 | Alan | DIM快遞公司職員 |

自由行

| 演員   | 角色  | 角色介紹           |
| ------ | ----- | ------------------ |
| 古天樂 | 阿 榮 | 與妻子渡蜜月旅行   |
| 孫佳君 | Apple | 與夫渡蜜月旅行     |
| 黃百鳴 | 黃 生 | 自稱公幹，疑似偷情 |
| 湯寶如 |       |                    |

單元角色:
| 演員           | 角色         | 簡介 |
| 第一段故事     |              | |
| 洪天明         | Alan         | DIM快遞公司職員 受託運送Leah Lucindo之骨灰回菲律賓家鄉，期間遇到Mario為其帶路 |
| Anthony Cortez | Mario        | 為Alan帶路到Leah Lucindo之家鄉，實為Leah Lucindo已死的未婚夫 深爱Leah Lucindo，与Leah Lucindo在浴室洗鸳鸯浴。                                                                                   |
| Via Veloso     | Leah Lucindo | 女鬼 Mario的未婚妻 深爱Mario，与Mario在浴室洗鸳鸯浴。 在香港死亡，骨灰由快遞公司送回菲律賓家鄉                                                                                                  |
| 第二段故事     |              | |
| 古天樂         | 阿 榮        | 與Apple新婚，到菲律賓渡蜜月 |
| 孫佳君         | Apple        | 與阿榮新婚，到菲律賓渡蜜月 在一畫廊看到一幅與其相似樣貌的畫像，其畫師向她預言了她這次旅程將要發生的事,並說阿榮對她不忠 畫師大部份預言成真，使其懷疑丈夫，爭執其間衝出馬路，阿榮為救她而被車撞死 |
| 邱禮濤         | John         | 阿榮之老朋友 |
| Anna Capri     |              | 試圖引誘阿榮，因其不為所動施計陷害，使Apple懷疑丈夫 |
| 第三段故事     |              | |
| 雷宇揚         | 李安納度     | 打算到菲律賓尋花問柳 |
| 張達明         | 狄卡比奧     | 打算到菲律賓尋花問柳 |
| 黎耀祥         | 萊溫斯基     | 打算到菲律賓尋花問柳 |
| Aya Medel      | 女鬼         | |
| Pia Paula      | 女鬼         | |

## 外部連結
- 香港影庫上《陰陽路4與鬼同行》的資料（繁體中文）
- 互联网电影数据库（IMDb）上《陰陽路4與鬼同行》的资料（英文）
- 豆瓣电影上《陰陽路4與鬼同行》的資料 （简体中文）